# Aplosonyx sumatrae
Aplosonyx sumatrae es un coleóptero de la familia Chrysomelidae. Fue descrita científicamente por primera vez en 1884 por Jacoby.